# Neo FreeRunner
Neo FreeRunner är en mobiltelefon tillverkad av First International Computer. Den är projektet Openmokos andra telefon.